# Wolfgang Pfeiler (Physiker)
Wolfgang Josef Pfeiler (* 4. Mai 1947 in Wien) ist ein österreichischer Physiker mit dem Forschungsschwerpunkt Atombewegungen in Legierungen. Er hat ein sechsbändiges Lehrbuch „Experimentalphysik“ verfasst, das in 2. Auflage erschienen ist.

## Leben
Wolfgang Pfeiler wurde am 4. Mai 1947 als Sohn von Charlotte (geb. Bäksteiner) und Ing. Josef Pfeiler (1918–2008) in Wien geboren. Ab 1953/54 besuchte er die Volksschule und die Luitpold-Oberrealschule in München (jetzt Luitpold-Gymnasium München) und ab 1961 das Realgymnasium Wien 2 in der Vereinsgasse (heute Sigmund-Freud-Gymnasium) in Wien, wo er 1965 die Matura ablegte. Es folgte ein einjähriger Präsenzdienst beim Österreichischen Bundesheer. Im Wintersemester 1966 begann Pfeiler das Studium der Physik und der Mathematik an der Universität Wien, wo er 1975 mit einer Dissertation über Strahlenschädigung in Aluminium zum Dr. phil. promoviert wurde.
Anschließend führte er in der Bundesversuchs- und Forschungsanstalt Arsenal (BVFA Arsenal, später „Arsenal Research“, firmiert jetzt unter “Austrian Institute of Technology”) eine Forschungs-, Prüf- und Gutachtertätigkeit aus. Ab 1978 war Pfeiler als Universitätsassistent am Institut für Festkörperphysik (später Institut für Materialphysik) der Universität Wien tätig, nach der Habilitation 1988 arbeitete er als Universitätsdozent in Forschung und Lehre.
1997 erhielt Pfeiler den Berufstitel eines Außerordentlichen Universitätsprofessors, 2000 folgte die Ernennung zum Außerordentlichen Universitätsprofessor. Weitere Forschungs- und Lehraufenthalte hatte er am Hahn-Meitner Institut in Berlin (heute: Helmholtz-Zentrum Berlin für Materialien und Energie), der Universidade Estadual Paulista in Araraquara und der Universidade de São Paulo in São Carlos.
Pfeiler ist seit 1974 mit Mag. Heidrun (geb. Schachinger) verheiratet, der Ehe entstammen zwei Kinder.

## Werk
Wolfgang Pfeiler beschäftigte sich nach seiner Promotion zunächst an der BVFA Arsenal mit elektrostatischen Aufladungen im Rahmen von angewandten Forschungsprojekten und sicherheitstechnischen Prüfungen. Nach seinem beruflichen Wechsel an die Universität Wien galt sein Hauptinteresse der Untersuchung der Mikrostruktur von Legierungen, insbesondere der atomaren (chemischen) Nah- und Fernordnung und den damit verbundenen Atombewegungen (Diffusion). Daneben bemühte er sich um die wissenschaftliche Lehre, zuerst im Praktikum für Vorgeschrittene (gemeinsam mit Dr. Karl Siebinger) sowie den Spezialvorlesungen “Einführung in die Metall- und Legierungsphysik” und “Diffusion in Metallen und Legierungen”, später in den großen Pflichtvorlesungen “Experimentelle Physik I–IV” und “Einführung in die Physik I–IV”.

## Schriften
- Ca. 150 Veröffentlichungen in referierten Zeitschriften, Konferenzberichten und Büchern.[6]
- Herausgeber von Alloy Physics, A comprehensive Reference. Wiley-VCH, 2007. ISBN 978-3-527-31321-1. e-book (2008): ISBN 978-3-527-61420-2.
- Lehrbuchreihe  Experimentalphysik. De Gruyter Studium, 1. Auflage: 2016/17, 2. Auflage: 2020/21/22. Band 1: Mechanik, Schwingungen, Wellen. ISBN 9783110675603; Band 2: Wärme, Nichtlinearität, Relativität. ISBN 9783110675610; Band 3: Elektrizität, Magnetismus, Eelrktromagnetische Schwingungen und Wellen. ISBN 9783110675627; Band 4: Optik, Strahlung. ISBN 9783110675634; Band 5: Quanten, Atome, Kerne, Teilchen. ISBN 9783110675641; Band 6: Statistik, Festkörper, Materialien. ISBN 9783110675658.